# Wal Handley

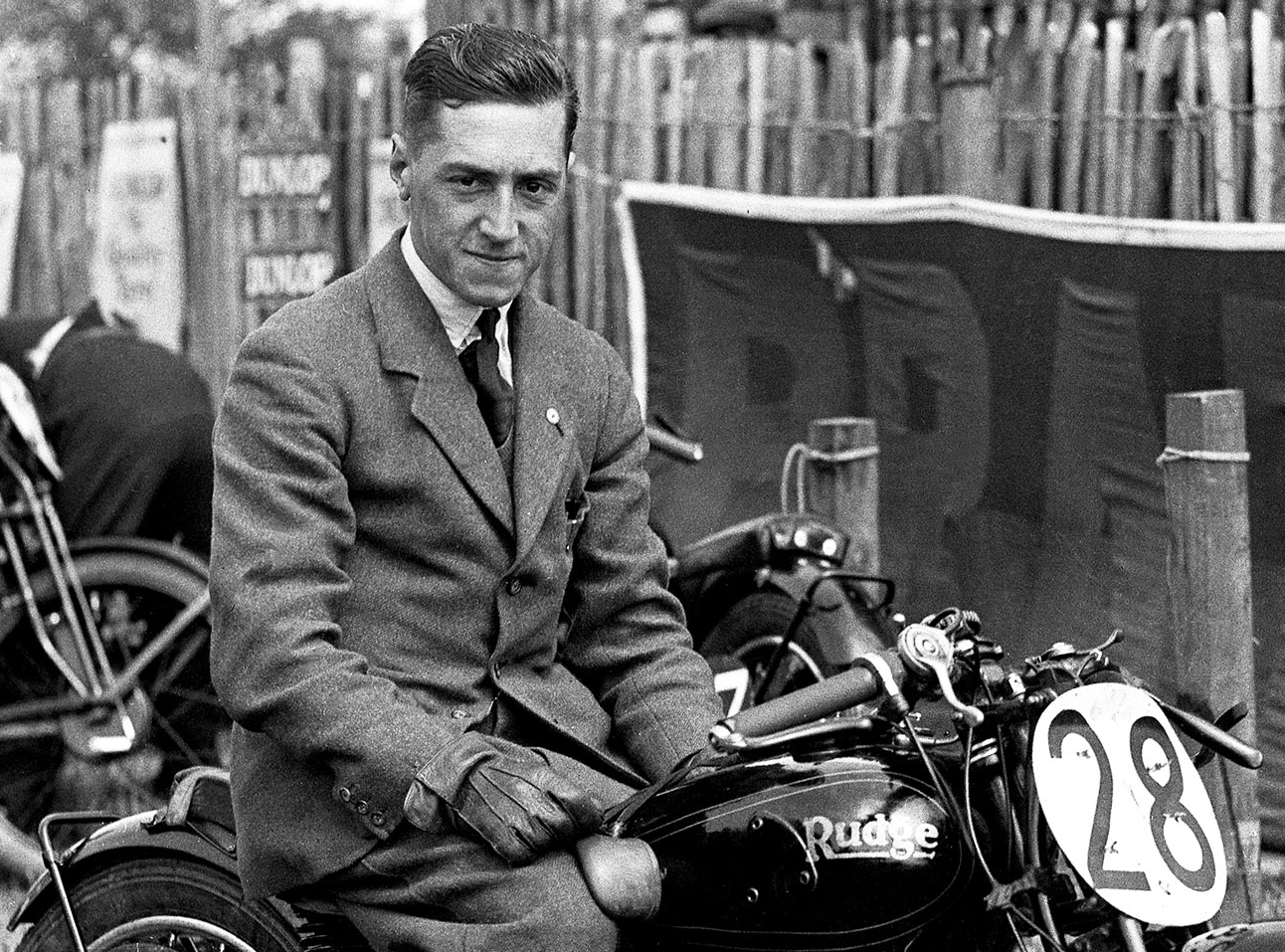
Wal Handley, 1930

Walter Leslie „Wal“ Handley (* 5. April 1902 in Aston, Binghamton; † 15. November 1941 bei Kirkbampton, Cumberland) war ein britischer Motorrad- und Automobilrennfahrer.
Er war einer der bekanntesten und erfolgreichsten Motorradrennfahrer in der Zeit zwischen den beiden Weltkriegen. Auf sein Konto gehen unter anderem vier Siege bei der Isle of Man TT und drei Europameistertitel.

## Leben und Karriere

### Jugend
Walter Leslie Handley wurde 1902 im heutigen Birminghamer Stadtteil Aston als ältester von drei Söhnen von Clara und John Thomas Handley, der in einem Industriebetrieb arbeitete, geboren. 1912 verstarb sein Vater sehr plötzlich. Im Alter von 13 Jahren verließ Handley die Schule, um in seiner Heimatstadt als Motorradkurier für Humphries & Dawes zu arbeiten. Dort wurden die Motorräder der Marke OK-Supreme montiert und der junge Handley kam mit dem Motorradsport in Berührung.

### Motorradsport

#### OK-Supreme
1920 bestritt Wal Handley auf einer OK-Supreme die ACU Six Days. Im Jahr 1922, im Alter von 20 Jahren, wurde er von seinem Chef Ernie Humphries erstmals in der Lightweight-Kategorie (250-cm³-Klasse) für die Isle of Man TT gemeldet. Er kam am Vorabend des ersten Trainings auf der Isle of Man an und sah sich in den frühen Morgenstunden des folgenden Tages auf dem ihm völlig unbekannten, 37,73 mi (60,72 km) langen Snaefell Mountain Course mit starkem Nebel konfrontiert, weshalb Handley beim Verlassen der Boxen falsch abbog und den Kurs als Geisterfahrer befuhr. Bei Governor’s Bridge wurde er von einem Streckenposten gestoppt, kurz bevor ihm die ersten Piloten entgegengekommen wären. Dieser Zwischenfall fand in der Presse rege Beachtung. Im Rennen drehte Handley auf seiner OK-Supreme mit 61,00 mph (98,17 km/h) die schnellste Rennrunde, sah aber die Zielflagge nicht. Im September des Jahres gewann er auf dem über 20,5 mi (33 km) langen, aus öffentlichen Straßen bestehenden Clady Circuit in County Antrim bei Belfast mit dem erstmals ausgetragenen Ulster Grand Prix das erste große Rennen seiner Laufbahn.
Im folgenden Jahr trat Wal Handley in der Lightweight- sowie in der Junior-Kategorie (350 cm³) an und verzeichnete Rang acht und einen Ausfall. Beim Großen Preis von Belgien in Spa-Francorchamps gelang ihm auf Rex-Acme mit dem Sieg im 250-cm³-Rennen sein erster großer Erfolg auf dem europäischen Festland. Im September wiederholte er, ebenfalls auf Rex-Acme, in der 250er-Klasse seinen Vorjahressieg beim Ulster Grand Prix.
Im Jahre 1934 wurde Handley Handelsvertreter für OK-Supreme in Birmingham.

#### Rex-Acme
1922 schlossen sich in Birmingham die Motorradproduzenten Rex und Acme zu Rex-Acme zusammen. Walter Handley ging von 1924 bis 1928 als Werksfahrer für den Hersteller an den Start, machte ihn durch seine Siege international bekannt und wurde obendrein auch Mitglied in der Unternehmensführung.
Im Jahr 1924 trat er bei der TT in den Kategorien Junior, Lightweight und Ultra-Lightweight (175 cm³) an, kam aber nicht ins Ziel. 1925 versuchte Handley es erneut in diesen drei Klassen und gewann sowohl das Junior- als auch das Ultra-Lightweight-Rennen. Im Lightweight-Lauf schied er hingegen aus. Beim Lauf der 350-cm³-Klasse hatte der Brite im Ziel knapp vier Minuten Vorsprung vor dem Zweitplatzierten Howard Davies (HRD), bei den 175ern kam er über sechseinhalb Minuten vor Paddy Johnston auf Cotton ein. Mit diesen Erfolgen wurde Wal Handley der erste Fahrer in den seit 1907 ausgetragenen Rennen, der während einer Veranstaltung zwei Läufe gewinnen konnte. Beim Grand Prix von Belgien konnte er in der 350er-Kategorie nach 1923 seinen zweiten Erfolg feiern.
Bei der Isle of Man TT 1926 wurde Handley im Senior-Rennen (500 cm³) auf einem 498-cm³-OHV-V-Twin Zweiter hinter Stanley Woods (Norton). Dabei kämpfte er in der ersten Runde mit Woods und Jimmie Simpson (A.J.S.) um die Führung, musste nach der zweiten Runde aber die Box ansteuern, da seine Rex-Acme aufgrund eines Kerzenschadens nur noch auf einem Zylinder lief. Nach etwa sieben Minuten nahm Handley das Rennen an Position 22 liegend wieder auf, kämpfte sich auf den zweiten Platz vor und hatte im Ziel nur 4 Minuten und 21 Sekunden Rückstand auf Woods. Im Junior-Lauf belegte er hinter Alec Bennett (Velocette) und Jimmie Simpson (A.J.S.) Rang drei und in der Lightweight TT schied er aus. Im September folgte Sieg Nummer drei beim Ulster Grand Prix in Nordirland. 1927 gewann Wal Handley im Lightweight-Rennen mit achteinhalb Minuten Vorsprung vor dem Italiener Luigi Arcangeli auf Moto Guzzi, in der Junior TT kam er nicht ins Ziel.
Im Jahr 1928 sah Handley weder bei der Senior- noch bei der Lightweight-TT die Zielflagge und verließ daraufhin Rex-Acme nach insgesamt drei TT-Siegen, um auf anderen Maschinen anzutreten.

#### Zahlreiche Engagements bei verschiedenen Herstellern
In der Saison 1928 gewann Wal Handley beim V. Großen Preis der F.I.C.M., der am 28. und 29. Juli 1928 in Genf im Rahmen des V. Großen Preises der Schweiz auf dem Circuit de Meyrin ausgetragen wurde, in den Klassen bis 350 und bis 500 cm³ die Titel der Motorrad-Europameisterschaft 1928. Im 350er-Rennen trat er für den Schweizer Hersteller Motosacoche auf der vom Engländer Dougal Marchant entwickelten Königswellen-350-M-35 an und siegte vor Jimmie Guthrie (Norton) und seinem Markenkollegen Bruno Martinelli. Im Halbliterrennen gewann Handley auf A.J.S. vor den beiden britischen Rudge-Werksfahrern Ernie Nott und Graham Walker. Wenig später gewann Handley auf A.J.S. auch das 350er-Rennen um den Großen Preis von Österreich in Vösendorf.
Zum Saisonauftakt 1929 gewann Wal Handley das Halbliterrennen beim Großen Preis von Algerien in Staoueli. Bei der Isle of Man TT 1929 trat der Brite im Senior- und im Junior-Rennen erneut für A.J.S. an und startete in der Lightweight-Klasse wieder für OK-Supreme. Im 350er-Lauf wurde er hinter Freddie Hicks (Velocette) Zweiter. In der Senior-TT war er mit Doug Lamb, Jimmie Simpson und Jack Amott bei Greeba Castle in einen schweren Unfall verwickelt. Handley hätte das Rennen wieder aufnehmen können, da seine Maschine nicht ernsthaft beschädigt war, entschied sich aber, seine verunfallten Rennfahrerkollegen, vor allem seinem Freund Jack Amott, der schwere Verletzungen davontrug, mit zu versorgen. Auch das 250er-Rennen beendete er nicht. In Kontinentaleuropa war Handley dafür erfolgreicher. Im Juli gewann er binnen weniger Wochen auf Motosacoche den 250er-Lauf um die Dutch TT in Assen, sowie die 350-cm³-Rennen um den Großen Preis von Deutschland auf der Nürburgring-Nordschleife und den Großen Preis von Belgien in Spa-Francorchamps.
1930 gewann Handley auf einer von Jim Whalley privat eingesetzten Rudge die Senior TT. Dies war der vierte und gleichzeitig letzte TT-Sieg seiner Laufbahn. Damit wurde Handley der erste Fahrer in der Geschichte des Rennens, der es in vier verschiedenen Klassen gewinnen konnte. Bei seinem letzten Auftritt für Rex-Acme, im Lightweight-Rennen, sah er die Zielflagge nicht. Im folgenden Jahr ging er auf einer belgischen, von Dougal Marchant konstruierten FN bei der Senior TT an den Start und schied ebenfalls aus. Der neu entwickelte Königswellenmotor mit Haarnadelventilfedern war schnell, aber noch nicht zuverlässig. Trotzdem stellte Handley am 24. August 1931 mit der 500er einen neuen Weltrekord über die fliegende Meile auf (195,14 km/h). Mit einer 350er-Maschine fuhr er den Weltrekord über fünf Kilometer mit 179,6 km/h im Schnitt.

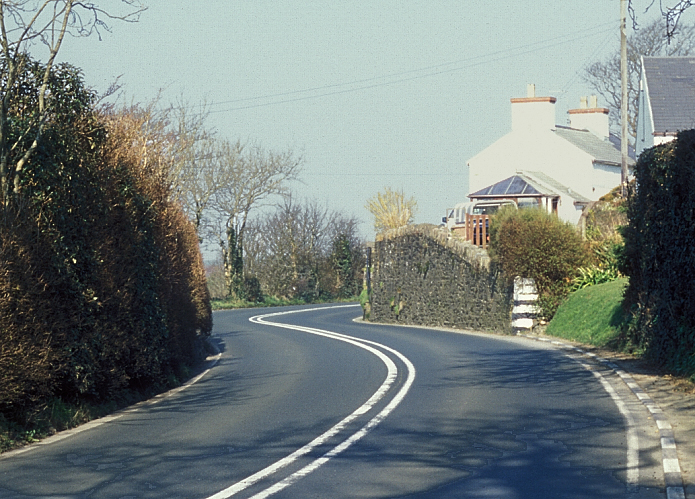
Handley’s Corner, Snaefell Mountain Course, Isle of Man

In der Saison 1932 bestritt er auf Rudge die Senior-, die Junior- und die Lightweight-TT. Handley schloss die 250er-Klasse als Zweiter hinter Stanley Woods und der 350er-Rennen als Dritter hinter Leo Davenport (New Imperial) und Graham Walker (Rudge) ab. Im Halbliterrennen stürzte Handley in der vierten Runde bei Ballamenagh in der Nähe des 11th Milestone und zog sich dabei Rückenverletzungen zu. Die S-Kurve erhielt daraufhin den Namen Handley’s Corner. Beim North West 200 in Coleraine, Nordirland gewann er das 350er-Rennen auf einer Rudge.
1933 ging Handley für den italienischen Hersteller Moto Guzzi als Werksfahrer an den Start und gewann für das Unternehmen aus Mandello del Lario die Viertelliterrennen um den Großen Preis der Schweiz in Bremgarten und den Großen Preis von Belgien in Spa. Während des Trainings zum Großen Preis von Schweden in Saxtorp, bei dem die Motorrad-Europameisterschaft 1933 ausgefahren wurde, stürzte Handley und konnte nicht an den Rennen teilnehmen. Er wurde durch das einheimische Talent Rolf Gülich ersetzt, der hinter Europameister Charlie Dodson Zweiter wurde. Wieder genesen siegte Handley auf einer 250-cm³-Velocette im September beim Ulster Grand Prix.
Bei der Isle of Man TT 1934 pilotierte Handley im Junior-Rennen eine Norton, kam aber nicht ins Ziel. Dies war der letzte seiner insgesamt 28 Auftritte beim damals schwierigsten und prestigereichsten Motorradrennen der Welt. Beim Großen Preis von Belgien war Handley im Halbliterrennen zum vierten Mal in seiner Laufbahn siegreich.
1935 konnte Handley wegen einer Daumenverletzung, die er sich bei einem Kettenwechsel auf einer Trainingsfahrt bei Sulby, Isle of Man zuzog, nicht an der TT teilnehmen. Bei der Motorrad-Europameisterschaft 1935, die von der F.I.C.M. am 24. August 1935 in County Antrim bei Belfast im Rahmen des XVI. Ulster Grand Prix ausgetragen wurde, siegte Handley auf Velocette im 350er-Rennen vor Ernie Thomas (ebenfalls Velocette) und Johnny Duncan (Norton) und krönte sich damit zum zweiten Mal in seiner Karriere zum Europameister in der 350er-Klasse. Danach beendete er seine aktive Laufbahn im Motorradsport nach unter anderem vier TT-Siegen und drei Europameistertiteln.
Im Jahr 1937 kehrte Wal Handley noch einmal zurück und wurde von BSA angeheuert, die Spezialversion einer 497-cm³-BSA-Empire-Star zu pilotieren, für die Ethanol als Treibstoff diente und die unter anderem seine alten Freunde Jack Amott und Len Crisp vorbereitet hatten. Am 30. Juni gewann er damit auf der schnellen Ovalstrecke der Brooklands-Bahn bei Weybridge in Surrey eine Drei-Runden-Rennen vor R. C. Appleby mit einer Durchschnittsgeschwindigkeit von 102,27 mph (164,59 km/h) und hatte bei seiner schnellsten Runde einen Schnitt von 107,57 mph (173,12 km/h). Handley erhielt als Sieger das traditionelle Gold-Star-Abzeichen, was BSA dazu inspirierte, zur Feier dieses Sieges die BSA Gold Star zu produzieren.

### Automobilsport
Bereits 1929 hatte Wal Handley in der Suffolk Street in Birmingham ein Motorrad-Geschäft eröffnet. Ab Anfang der 1930er-Jahre startete er auch bei Automobilrennen. Die Automobil-Karriere verlief aber nicht einmal annähernd so erfolgreich wie die auf dem Motorrad.
So war er 1931 einer der Piloten von Freddie Dixons Riley im 500-Meilen-Rennen auf der Brooklands-Bahn, wobei er für einen Ausfall sorgte. 1933 startete Handley bei der Mannin Moar in Douglas auf einem Alfa Romeo 8C und 1934 und 1935 beim Mannin-Beg-Rennen. 1934 fuhr er außerdem beim Brooklands International Trophy Race einen MG Magnette, fiel aber durch Unfall aus, nachdem eine Achshalterung riss.
Beim allerersten Grand Prix in Großbritannien in Donington Park pilotierte Handley zusammen mit Pat Driscoll einen 2-Liter-Riley, schied aber bereits nach fünf von 120 Runden aus. Bei der British Empire Trophy 1936 auf der Brooklands-Bahn verunfallte er auf Position drei liegend mit Freddie Dixons Riley und brach sich dabei einen Arm.

### Zweiter Weltkrieg und Tod
Während des Zweiten Weltkrieges war Captain Walter Leslie Handley in Hawarden in Wales stationiert und diente als Pilot in der Air Transport Auxiliary, einer zivilen Organisation, die neue, beschädigte oder reparierte Flugzeuge zwischen den Fabriken und Stützpunkten im Königreich hin und her flog.
Am 15. November 1941 startete er mit einer Bell P-39 „Airacobra“ der Royal Air Force vom Kirkbride Airfield bei Kirkbampton, Cumberland. Kurz nach dem Start verlor der Allison-Motor an Kraft. Das Flugzeug stürzte etwa zwei Meilen östlich des Flugplatzes auf ein Feld und explodierte. Handley war auf der Stelle tot. Er wurde 39 Jahre alt.
Der Unfall wurde von einem Augenzeugen wie folgt beschrieben:

“Walter took-off from an aerodrome … and crashed into a ploughed-field within five minutes of being airborne. He was piloting an Airacobra. When he took-off the motor was 'moving' hard with an awful din and when he throttled down, it appeared to cut for a few seconds and then finally died out. Wal side-slipped towards a wood with it seemed the intention of putting his craft into the tree-tops. He missed the wood by feet. The starboard-wing hit the ground first and the machine immediately exploded.”

„Walter startete von einem Flugfeld … und stürzte fünf Minuten nach dem Abheben auf ein gepflügtes Feld. Er flog eine Airacobra. Als er abhob, gab der Motor einen furchtbaren Lärm von sich und als er das Gas zurücknahm, schien er für ein paar Sekunden einzugehen und starb schließlich komplett ab. Wal schleuderte auf einen Wald zu und schien das Flugzeug in die Baumwipfel steuern zu wollen. Er verpasste den Wald um wenige Meter. Der Steuerbord-Flügel berührte als Erster den Boden und die Maschine explodierte sofort.“

Wal Handley liegt auf dem Yardley Cemetery and Crematorium in seiner Heimatstadt Birmingham begraben. Im Jahr 1948 wurde bei Quarter Bridge am Snaefell Mountain Course für ihn ein Gedenkstein mit der folgenden Inschrift errichtet.

“None Ever Passed This Way More Bravely”

„Niemand passierte jemals diesen Punkt mutiger“

## Statistik

### Erfolge
- 1928 – 350-cm³-Europameister auf Motosacoche
- 1928 – 500-cm³-Europameister auf Motosacoche
- 1935 – 350-cm³-Europameister auf Velocette

### Isle-of-Man-TT-Siege
| Jahr | Klasse                      | Maschine | Durchschnittsgeschwindigkeit |
| ---- | --------------------------- | -------- | ---------------------------- |
| 1925 | Ultra-Lightweight (125 cm³) | Rex-Acme | 65,02 mph (104,64 km/h)      |
| 1925 | Junior (350 cm³)            | Rex-Acme | 65,02 mph (104,64 km/h)      |
| 1927 | Lightweight (250 cm³)       | Rex-Acme | 63,30 mph (101,87 km/h)      |
| 1930 | Senior (500 cm³)            | Rudge    | 74,24 mph (119,48 km/h)      |

### Rennsiege
(gefärbter Hintergrund = Europameisterschaftslauf)
| Jahr | Klasse  | Maschine              | Rennen                       | Strecke                  |
| ---- | ------- | --------------------- | ---------------------------- | ------------------------ |
| 1922 | 250 cm³ | OK-Supreme-Blackburne | Ulster Grand Prix            | Clady Circuit            |
| 1923 | 250 cm³ | Rex-Acme              | Großer Preis von Belgien     | Spa-Francorchamps        |
| 1923 | 250 cm³ | Rex-Acme              | Ulster Grand Prix            | Clady Circuit            |
| 1925 | 350 cm³ | Rex-Acme              | Großer Preis von Belgien     | Spa-Francorchamps        |
| 1926 | 350 cm³ | Rex-Acme              | Ulster Grand Prix            | Clady Circuit            |
| 1928 | 350 cm³ | Motosacoche           | Großer Preis der Schweiz     | Circuit de Meyrin        |
| 1928 | 500 cm³ | Motosacoche           | Großer Preis der Schweiz     | Circuit de Meyrin        |
| 1928 | 350 cm³ | A.J.S.                | Großer Preis von Österreich  | Vösendorf                |
| 1929 | 500 cm³ | Motosacoche           | Großer Preis von Algerien    | Staoueli                 |
| 1929 | 250 cm³ | Motosacoche           | Dutch TT                     | Circuit van Drenthe      |
| 1929 | 350 cm³ | Motosacoche           | Großer Preis von Deutschland | Nürburgring-Nordschleife |
| 1929 | 350 cm³ | Motosacoche           | Großer Preis von Belgien     | Spa-Francorchamps        |
| 1933 | 250 cm³ | Moto Guzzi            | Großer Preis der Schweiz     | Bremgarten               |
| 1933 | 250 cm³ | Moto Guzzi            | Großer Preis von Belgien     | Spa-Francorchamps        |
| 1933 | 350 cm³ | Velocette             | Ulster Grand Prix            | Clady Circuit            |
| 1932 | 350 cm³ | Velocette             | North West 200               | Coleraine                |
| 1934 | 500 cm³ | Norton                | Großer Preis von Belgien     | Spa-Francorchamps        |
| 1935 | 350 cm³ | Velocette             | Ulster Grand Prix            | Clady Circuit            |

## Verweise